# Simone Pepe
Simone Pepe, né le 30 août 1983 à Albano Laziale, dans la province de Rome, est un ancien footballeur international italien. Il jouait au poste de milieu offensif.

## Carrière

### Caractéristiques techniques
Considéré comme un espoir des jeunes Romains, il se distingue successivement comme ailier. Il unit une discrète technique de base  avec une bonne vitesse et une excellente résistance qui lui permet souvent de venir aider la défense et de parcourir avec la même intensité, tout un terrain pendant 80 minutes. Cependant, il doit encore s’améliorer en phase de finition.

### Club
Son premier club professionnel fut l’AS Rome mais il entame sa carrière avec un prêt Lecco en janvier 2002, âgé alors de 18 ans. L’année suivante, à Teramo, il est titulaire et inscrit 11 buts, une prestation qui lui vaut une catégorie supérieure. Il jouera ses deux saisons suivantes à l'US Palerme. et à Piacenza en Serie B. Si sa saison en Sicile n’est pas très exaltante, en Émilie-Romagne, il signe 12 buts en 30 matchs. La saison 2005-2006 fut sa première année en Serie A, on le verra d’abord retourner à Palerme en janvier, puis au milieu de la saison, il va rejoindre l’Udinese. Au total, à peine 9 matchs sans but. Son départ pour Cagliari en juin à la fin de la saison lui sera bénéfique et il inscrira son premier but en Serie A contre Palerme. En l’été 2007, après la résolution de la copropriété entre l’Udinese et Palerme, il prend le maillot bianconero de l’Udinese. Le 11 novembre 2007, il devient un joueur cadre de l’équipe, sous le commandement de Pasquale Marino après la victoire sur la pelouse de la Fiorentina (1-2), aux côtés d’Antonio Di Natale et de Fabio Quagliarella avec qui ils forment un très bon trio offensif. En juin 2010, il est prêté à la Juventus pour 2,6 millions d'euros avec option d'achat totale de 7,5 millions d'euros.
Le 11 août 2015, libre de tout contrat depuis son départ de la Juventus, il s'engage avec le Chievo Vérone.

### Équipe nationale
Au niveau national, il a été convoqué la première fois sous le maillot azzurro en 2001 avec l’Italie -17 ans, dans un match où son équipe s’imposera 4-1 face à l’Angleterre -17 ans en dans lequel il inscrira son unique but dans cette catégorie. Ensuite, il fera 9 matchs avec les -19 ans où il signera 6 buts (dont un doublé contre les Pays-Bas -19 ans) et 13 matchs avec encore 6 buts avec les – 20 ans (dont un autre doublé contre la Suisse -20 ans). Il débute avec l'Italie espoirs le 11 mai 2004 dans le match Italie-Pologne (3-1), il fera 12 match dans cette catégorie et signera seulement 2 buts.
Le 5 octobre 2008, Simone Pepe est pour la première fois de sa carrière convoqué avec l’équipe A de l’Italie sous le commandement de Marcello Lippi. Il sera titulaire pour un match de qualification pour la Coupe du monde 2010 contre la Bulgarie (0-0). Il est convoqué par Marcello Lippi pour disputer la Coupe du monde 2010 en Afrique du Sud.

### Palmarès
- Juventus FC
  - Vainqueur de la Serie A : 2012, 2013, 2014, 2015
  - Vainqueur de la Coupe d'Italie : 2015
  - Finaliste de la Coupe d'Italie : 2012
  - Vainqueur de la Supercoupe d'Italie : 2012, 2013
  - Finaliste de la Ligue des champions : 2015

- US Palerme
  - Vainqueur de la Serie B : 2004